# Pontiturboella
Pontiturboella là một chi ốc biển nhỏ, là động vật thân mềm chân bụng sống ở biển trong họ Rissoidae.

## Các loài
Các loài trong chi Pontiturboella gồm có:
- Pontiturboella rufostrigata (Hesse, 1916)[2]